# Leptocuma kennedyi
Leptocuma kennedyi är en kräftdjursart som beskrevs av Dennis J. Tafe och Greenwood 1996. Leptocuma kennedyi ingår i släktet Leptocuma och familjen Bodotriidae. Inga underarter finns listade i Catalogue of Life.